# Тоуб Гупер
Тоуб Гупер (англ. Tobe Hooper; 25 січня 1943 — 26 серпня 2017) — американський режисер, найбільш відомий своєю роботою у жанрі жахів. Серед найвизначніших фільмів: «Техаська різанина бензопилою» (1974) та «Полтергейст» (1982).

## Біографія
Тоуб Гупер народився 25 січня 1943 року в місті Остін, штат Техас. Батько Норман Вільям Рей Гупер, мати Лоїс Белл Кросбі, разом володіли театром у Сан-Анджело. З дев'ятирічного віку Тоуб почав знімати на 8-міліметрову камеру. У 1960-і роки викладав в коледжі і був оператором документальних фільмів. У 1974 році разом з групою студентів та викладачів коледжу зняв фільм «Техаська різанина бензопилою», який змінив жанр фільмів жахів, став справжньою класикою і привів Гупера до Голлівуду. Ця картина була обрана для офіційного позаконкурсного показу на Каннському кінофестивалі в 1975 році. «Техаська різанина бензопилою» при бюджеті в 155 тисяч доларів зібрала по всьому світу більше 50 мільйонів.
У 1979 році Гупер був звільнений після трьох днів роботи над картиною «Пітьма» і замінений Джоном Кардосом. У 1981 році був звільнений з картини «Яд» і замінений Пірсом Гаггардом. Режисер зняв відеокліп на пісню Біллі Айдола «Dancing with myself» (1983).

## Смерть
Помер 26 серпня 2017 року у Лос-Анджелесі.

## Фільмографія

### Фільми
| Рік  | Назва                          | Режисер | Сценарист | Композитор | Примітка                  | Пос.  |
| ---- | ------------------------------ | ------- | --------- | ---------- | ------------------------- | ----- |
| 1969 | Eggshells                      | Так     | Так       | Так        | також оператор і монтажер | [ 3 ] |
| 1974 | Техаська різанина бензопилою   | Так     | Так       | Так        | також продюсер            | [ 3 ] |
| 1976 | З'їдені живцем                 | Так     | Ні        | Так        |                           | [ 4 ] |
| 1979 | Доля Салему                    | Так     | Ні        | Ні         | телефільм                 |       |
| 1981 | Будинок розваг                 | Так     | Ні        | Ні         |                           | [ 5 ] |
| 1982 | Полтергейст                    | Так     | Ні        | Ні         |                           | [ 3 ] |
| 1985 | Життєва сила                   | Так     | Ні        | Ні         |                           | [ 4 ] |
| 1986 | Прибульці з Марса              | Так     | Ні        | Ні         |                           | [ 4 ] |
| 1986 | Техаська різанина бензопилою 2 | Так     | Ні        | Так        |                           | [ 4 ] |
| 1990 | Спонтанне загоряння            | Так     | Так       | Ні         |                           | [ 6 ] |
| 1990 | Сьогодні я небезпечна          | Так     | Ні        | Ні         | телефільм                 | [ 7 ] |
| 1993 | Нічні жахи                     | Так     | Ні        | Ні         |                           | [ 4 ] |
| 1993 | Мішки для трупів               | Так     | Ні        | Ні         | телефільм; сегмент «Око»  | [ 6 ] |
| 1995 | Коток                          | Так     | Так       | Ні         |                           | [ 6 ] |
| 2000 | Крокодил                       | Так     | Ні        | Ні         | відразу на DVD            | [ 3 ] |
| 2004 | Вбивства з інструментами       | Так     | Ні        | Ні         |                           | [ 3 ] |
| 2005 | Морг                           | Так     | Ні        | Ні         |                           | [ 3 ] |
| 2013 | Джин                           | Так     | Ні        | Ні         |                           | [ 3 ] |

Продюсер
- Техаська різанина бензопилою (2003)
- Техаська різанина бензопилою: Початок (2006)

Виконавчий продюсер
- Техаська різанина бензопилою 3D (2013)
- Шкіряне обличчя (2017)

### Серіали
Зрежесував наступні епізоди
| Рік       | Назва             | Епізод(и)                                         | Пос.  |
| --------- | ----------------- | ------------------------------------------------- | ----- |
| 1987      | Дивовижні історії | "Miss Stardust"                                   | [ 8 ] |
| 1987      | Праведник         | "No Place Like Home"                              | [ 9 ] |
| 1988      | Кошмари Фредді    | "No More Mr. Nice Guy"                            | [ 7 ] |
| 1991      | Життя з привидами | "Ghosts R Us/Legend of Kate Morgan/School Spirit" | [ 7 ] |
| 1991      | Байки зі склепу   | "Dead Wait"                                       | [ 7 ] |
| 1995      | Людина нізвідки   | "Turnabout" та "Absolute Zero"                    | [ 7 ] |
| 1997      | Темні небеса      | "The Awakening"                                   | [ 7 ] |
| 1997      | Перверсії науки   | "Panic"                                           | [ 7 ] |
| 2000      | Інші              | "Souls on Board"                                  | [ 7 ] |
| 2002      | Нічне бачення     | "Cargo" та "The Maze"                             | [ 7 ] |
| 2002      | Викрадений        | "Beyond the Sky"                                  | [ 7 ] |
| 2005–2006 | Майстри жахів     | "Dance of the Dead" та "The Damned Thing"         | [ 7 ] |